# テンプルトン子爵
テンプルトン子爵（テンプルトンししゃく、英: Viscount Templetown）は、アイルランド貴族の爵位。1806年に創設され、1981年に廃絶した。

## 歴史
ウェールズ公妃オーガスタ(1719–1772)の家政部門に官職を得たクロットワーシー・アップトン(1721–1785)は1768年に兄アーサーの遺産を相続し、1770年にニューヨーク植民地で2万エーカーの領地（現ニューヨーク州オチゴ郡の一部）を得たのち、1776年8月3日にアイルランド貴族であるアントリム県テンプルトンにおけるテンプルトン男爵に叙された。
その息子にあたる2代男爵ジョン・ヘンリー・アップトン(1771–1846)はホイッグ党の政治家でベリー・セント・エドマンズ選挙区選出庶民院議員を務め、1806年2月13日にアイルランド貴族であるテンプルトン子爵に叙された。
その息子にあたる3代子爵ジョージ・フレデリック・アップトン(1802–1890)は陸軍の軍人としてクリミア戦争のアルマ川の戦いとインケルマンの戦いに参戦、保守党の政治家としてアントリム県選挙区選出庶民院議員を務めた。彼には息子がおらず、その死後は初代子爵の四男の息子が爵位を継承した。
初代子爵の四男の孫にあたる5代子爵が1981年に死去すると、爵位はすべて廃絶した。

## テンプルトン男爵（1776年）
- 初代テンプルトン男爵クロットワーシー・アップトン（英語版）（1721年 – 1785年）
- 第2代テンプルトン男爵ジョン・ヘンリー・アップトン（1771年 – 1846年）
  - 1806年、テンプルトン子爵に叙爵

## テンプルトン子爵（1806年）
- 初代テンプルトン子爵ジョン・ヘンリー・アップトン（1771年 – 1846年）
- 第2代テンプルトン子爵ヘンリー・モンタギュー・アップトン（1799年 – 1863年）
- 第3代テンプルトン子爵ジョージ・フレデリック・アップトン（英語版）（1802年 – 1890年）
- 第4代テンプルトン子爵ヘンリー・エドワード・モンタギュー・ドリントン・クロットワーシー・アップトン（1853年 – 1939年）
- 第5代テンプルトン子爵ヘンリー・オーガスタス・ジョージ・マウントジョイ・ヘニッジ・アップトン（1894年 – 1981年）